# Chippewa Park
Chippewa Park – jednostka osadnicza w Stanach Zjednoczonych, w stanie Ohio, w hrabstwie Logan.